# Manuel Arias Porres
Manuel kardinal Arias Porres, O.S.H., španski rimskokatoliški duhovnik, škof in kardinal, * 1639, Alaejos, † 16. november 1717.

## Življenjepis
3. aprila 1702 je bil imenovan za nadškofa Seville; 28. maja istega leta je prejel škofovsko posvečenje.
18. maja 1712 je bil povzdignjen v kardinala in pectore in 30. januarja 1713 ponovno v kardinala.